# Cejnek malý
Cejnek malý (Blicca bjoerkna) je sladkovodní evropská kaprovitá ryba, jde o běžný druh ryb v českých vodách.

## Popis
Tělo je vysoké, z boků zploštělé, délka těla je přibližně dvakrát větší než výška. Hlava je malá, oko je relativně větší než u cejna velkého. Ústa jsou spodní, bezzubá, nejsou vysunutelná. Požerákové zuby jsou dvouřadé, žaludek není vyvinut. Hřbetní ploutev obsahuje 3 tvrdé, nevětvené ostny a 8 měkkých, větvených paprsků. Řitní ploutev obsahuje 3 ostny a 19–22 paprsků a je kratší než u cejna velkého. Prsní ploutve obsahují 1 osten a 12–14 paprsků. Břišní ploutve obsahují 2 ostny a 7–9 paprsků a jsou umístěny zhruba ve středu těla. Hřbet je tmavě šedý, boky stříbřité s modrozeleným leskem, břicho bílé. Párové ploutve jsou alespoň u základu načervenalé, ostatní jsou šedé až šedomodré. Starší jedinci mohou mít načervenalou i řitní ploutev. Postranní čárou prochází 43–46 šupin. Šupiny jsou větší než u cejna velkého a jsou cykloidní. Za břišními ploutvemi se nachází kýl bez šupin. Cejnek malý se dožívá přibližně 15 let. Dorůstá délky maximálně 45 cm, běžněji však 15–25 cm, a dosahuje hmotnosti do 1 kg (největší jedinec ulovený v České republice měřil 31 cm a vážil 1,8 kg).

## Ekologie
Cejnek malý se vyskytuje ve stojatých a pomalu tekoucích vodách nižších poloh (parmové a cejnové pásmo). Obývá jezera, rybníky, přehrady a dolní toky větších řek, může pronikat i do brakických vod. Většinu času tráví ve volném vodním sloupci, potravu hledá u dna. Aktivní je ve dne a žije v hejnech, většinou společně s cejnem velkým, který je běžnější a plašší. Cejnek se živí bentickými bezobratlými a zooplanktonem, méně často rostlinami.

## Výskyt
Vyskytuje se v téměř všech zemích Evropy, dále také v Arménii, Ázerbájdžánu, Gruzii, Íránu, Kazachstánu a Turecku. Východní hranicí rozšíření je Ural. Výskyt v Albánii, na Faerských ostrovech, v Gibraltaru, na Islandu, v Monaku a na Špicberkách je nejistý. Zavlečen byl na Kypr, do Itálie a do Španělska.

## Rozmnožování
Cejnek pohlavně dospívá ve věku kolem 4 let. Tření probíhá v období od května do června. Více samců se dvoří jedné samici, ta klade lepkavé jikry na vodní rostliny nebo na štěrkovité dno. Plodnost cejnka se pohybuje v rozmezí 10 000–80 000 (vzácně až 100 000) jiker na samici. Kříží se s cejnem velkým, ploticí obecnou, perlínem ostrobřichým, ouklejí obecnou a podouství říční.

## Cejnek malý a člověk
V rybnících je považován za plevelnou rybu, z důvodu malých rozměrů a kompetice s významnějšími druhy ryb. Jeho svalovina obsahuje mnoho drobných, volných kostiček, proto není mezi rybáři příliš oblíbený. Menší jedinci se někdy používají jako návnada.

## Rekordní úlovky z ČR
| Délka | Hmotnost | Revír            | Datum      | Nástraha   |
| ----- | -------- | ---------------- | ---------- | ---------- |
| 46 cm | 1,50 kg  | Lužnice 5        | 30.7. 1978 | ?          |
| 40 cm | 1,00 kg  | Labe (Pardubice) | 1982       | ?          |
| 39 cm | 0,78 kg  | ÚN Orlík         | 3.5. 2003  | bílí červi |